# Друга влада Родољуба Чолаковића
Друга влада Родољуба Чолаковића је била прва Влада Народне Републике Босне и Херцеговине. Формирана је 14. фебруара 1946. и трајала је до септембра 1948. године. Ова Влада је формирана после проглашења Федеративне Народне Републике Југославије и доношења Устава, наследила је Владу Федералне Босне и Херцеговине и представљала је прву послератну Владу Босне и Херцеговине.

## Састав Владе
| Функција              | Слика | Име и презиме      | Странка        | Детаљи |
| --------------------- | ----- | ------------------ | -------------- | ------ |
| Председник Владе      |       | Родољуб Чолаковић  | КП Југославије |        |
| Први потпредседник    |       | Сулејман Филиповић | КП Југославије |        |
| Други потпредседник   |       | Јаков Гргурић      |                |        |
| Трећи потпредседник   |       | Авдо Хумо          | КП Југославије |        |
| Министри              |       |                    |                |        |
| министар пољопривреде |       | Владо Шегрт        | КП Југославије |        |
|                       |       | Цвијетин Мијатовић | КП Југославије |        |